# Tetsuko Kuroyanagi

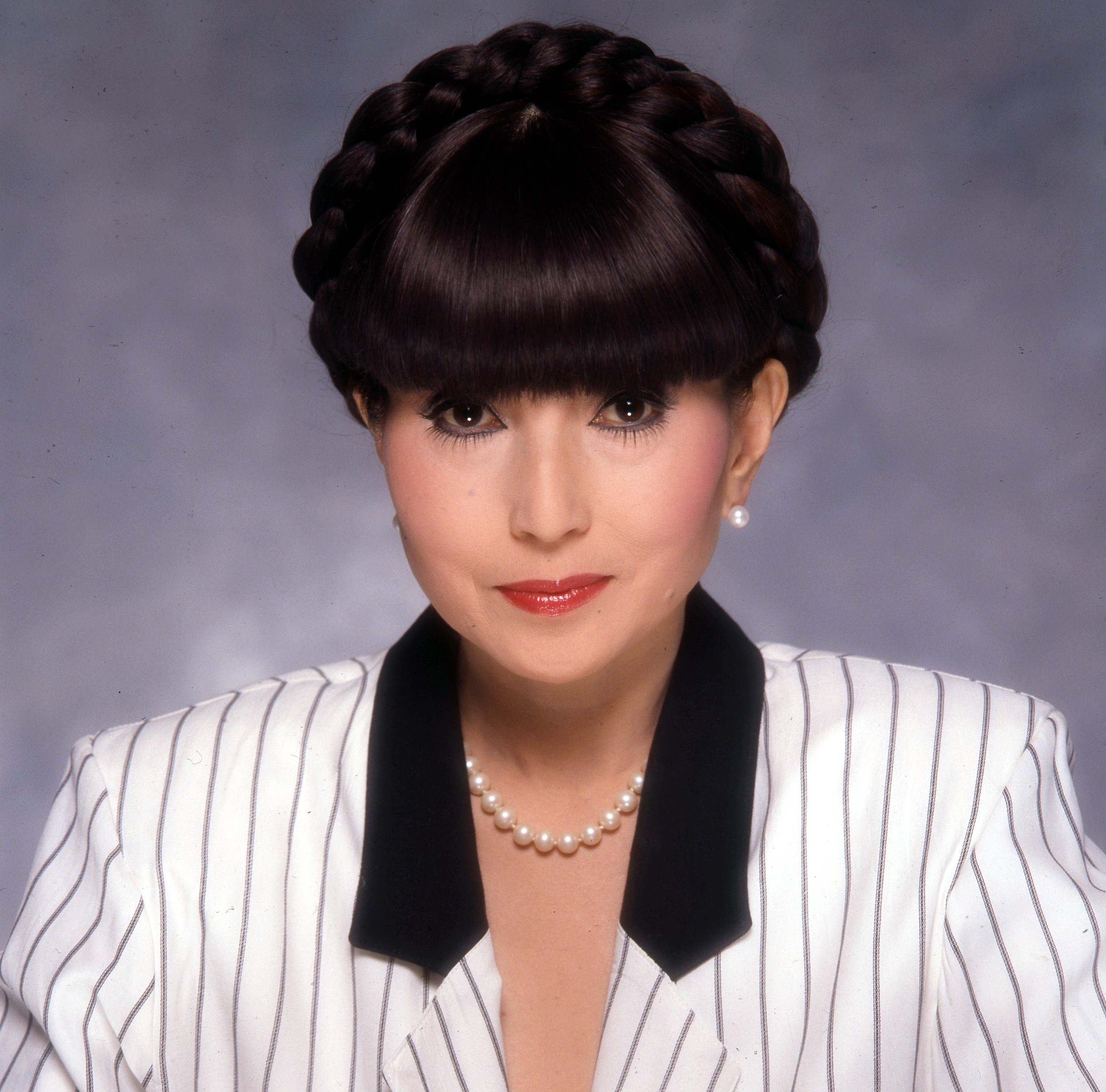
Tetsuko Kuroyanagi (2015)

Tetsuko Kuroyanagi (japanisch 黒柳 徹子, Kuroyanagi Tetsuko; * 9. August 1933 in Nogizaka, Akasaka, Tokio (heute: Nogizaka, Minato, Tokio)) ist eine japanische Schauspielerin und Schriftstellerin.

## Leben und Wirken
Tetsuko Kuroyanagi machte ihren Studienabschluss an der „Musikschule für asiatische Musik“ (東洋音楽学校, Tōyō fongaku gakkō), der Vorläufereinrichtung der „Musikhochschule Tōkyō“ (東京音大学). Sie begann für die Produktionsfirma für Rundfunk- und Fernsehprogramme „Tōkyō Hōsō gekidan“ (東京放送劇団) zu arbeiten und bekam 1954 ihre erste Rolle in der  Rundfunksendung „Yambō, Nimbō, Tombō“ (ヤン坊ニン坊トン坊), in der sie die Rolle der Tombō bekam. Sie war beliebt in TV-Puppenspielen wie „Chirorin-mura to kurumi no ki“ (チロリン村とくるみの木) –  „Das Dorf Chirorin und die Walnussbäume“. Seit 1976 war sie Moderatorin der bei TV Asahi laufenden täglichen Talkshow Tetsuko no Heya (徹子の部屋, wörtlich: „Tetsukos Zimmer“), die die erste dieser Art in Japan war. Weiter moderierte sie „Za besto ten“(ザ・ベストテン) –„Die besten zehn“.
International bekannt ist Kuroyanagi für das 1981 erschienene autobiografische Kinderbuch Madogiwa no Totto-chan (dt. Titel: Totto-chan. So wunderbar kann Schule sein.), das ursprünglich als Artikelserie in einer Zeitschrift erschienen war. Danach ist auch die von ihr gegründete Totto-Stiftung (トット基金, Totto kikin) benannt, die sich um Behinderte und besonders um Gehörlose bemüht.
Kuroyanagi ist Vorsitzende des WWF Japan und seit 1984 UNICEF-Sonderbotschafter. 2006 wurde sie mit dem Kikuchi-Kan-Preis ausgezeichnet. Seit 2011 ist sie Direktorin des „Azumino Chihiro Kunstmuseums“ (安曇野ちひろ美術館) im Ortsteil Kitaazumino von Matsukawa, Präfektur Nagano

## Werke
- 1981 – Madogiwa no Totto-chan (窓ぎわのトットちゃん, wörtlich: „Totto-chan vom Fensterrand“)
  - 1982: übersetzt von Dorothy Britton: Totto-chan, the Little Girl at the Window. Kodansha International, Tokyo/New York City, ISBN 0-870115375.
  - 1994: aus dem Amerikanischen übersetzt von Manfred Relleke: Totto-chan: So wunderbar kann Schule sein. Fischer Taschenbuch, Frankfurt am Main 1994, ISBN 3-596-12220-1.